# Caridina troglodytes
Caridina troglodytes is een garnalensoort uit de familie van de Atyidae. De wetenschappelijke naam van de soort is voor het eerst geldig gepubliceerd in 1978 door Holthuis.